# Слонецкий, Юзеф
Юзеф Эмиль Слонецкий (пол. Józef Emil Słonecki; 11 августа 1899, Лемберг, Королевство Галиции и Лодомерии — 1 октября 1970, Бытом, Польша) — польский футболист, впоследствии — футбольный тренер. Нападающий, играл за «Погонь» (Львов) и итальянскую «Эдеру» (Триест). Трёхкратный чемпион Польши.

## Клубная карьера
Талантливый нападающий в 16-летнем возрасте уже играл за главную команду «Погонь» (Львов). Служил в вооруженных силах Австро-Венгрии, дезертировал на территорию Италии, провёл несколько игр за футбольный клуб «Торино». Вернувшись во Львов вместе с клубом трижды одерживал чемпионство Польши — в 1922, 1923 и 1925 годах.
Когда в 1925 году австрийского тренера «Погони» Карла Фишера пригласили тренировать итальянский клуб «Эдера» (Триест), то вместе с наставником до Триеста решили перейти Юзеф Слонецкий и Эмиль Герлиц, став первыми польскими футболистами-легионерами. В 1927—1929 годах продолжил выступления за львовскую «Погонь». «Юзько» был популярен среди львовских болельщиков.

## Выступления за сборную
На протяжении 1923—1925 годов, сыграл 6 матчей за сборную Польши.

## Карьера тренера
В течение 1931—1932 годов тренировал «Унию» (Люблин). Позже тренировал «Спартак» (Львов), «Заглембе» (Сосновец) (первый послевоенный тренер этого клуба), «Спарту» (Гливице), молодёжную и главную команды «Полонии» (Бытом). В Бытоме основал первую в Польше футбольную школу. Специалисты отмечали его умение искать и воспитывать молодые таланты. Среди футболистов, которые прошли через школу Слонецкого, были такие игроки сборной Польши как Зигмунт Анчок, Ян Либерда и Ежи Юзвьяк.
С 1958 года работал наставником провинциального «Пяста» (Цешин), с которым в сентябре того же года достиг наибольшего успеха в истории клуба — выхода в III лигу (третья по силе лига Польши), где «Пяст» провёл следуещее два сезона (1959 и 1960).
Умер 1 октября 1970 года, на 72-м году жизни, в Бытоме.

## Достижения
- Чемпион Польши (3): 1922, 1923, 1925.